# Nyctemera confluens
Nyctemera confluens är en fjärilsart som beskrevs av Felder 1861. Nyctemera confluens ingår i släktet Nyctemera och familjen björnspinnare. Inga underarter finns listade i Catalogue of Life.